# Ahmose-sa-Neith

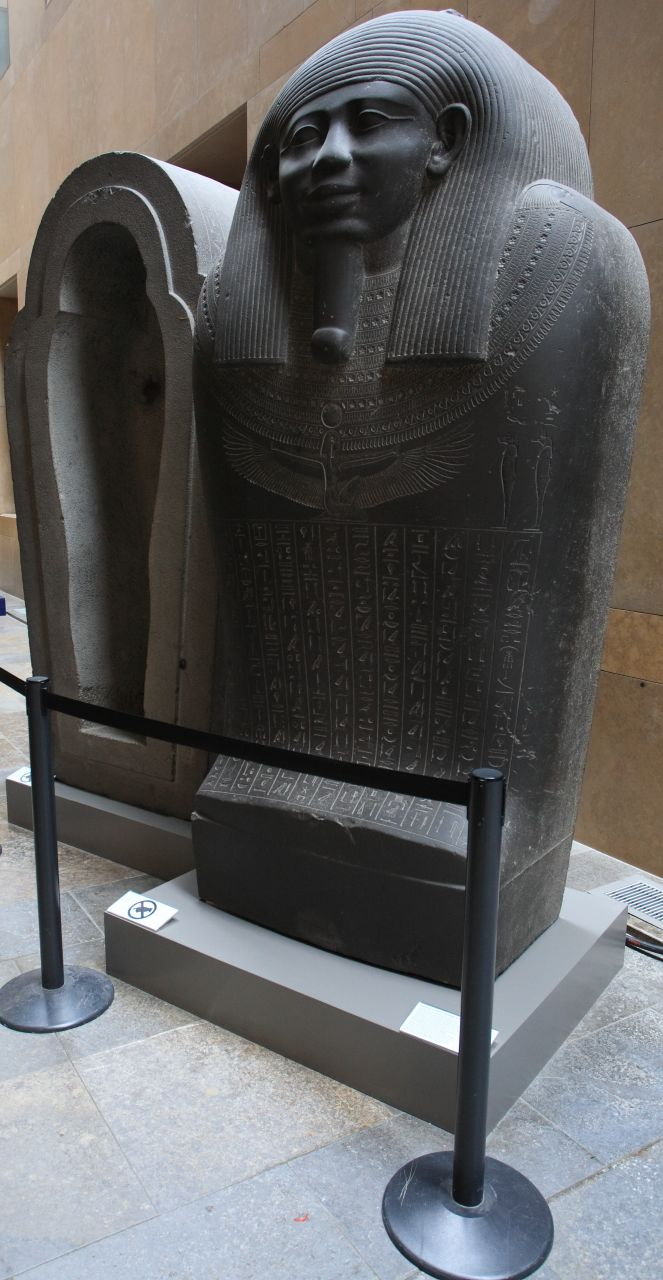
Sarkophag des Ahmose-sa-Neith

Ahmose-sa-Neith (Ahmose, Sohn der Neith) war ein hoher altägyptischer Beamter, der unter König Amasis (570 v. Chr. bis 526 v. Chr.) amtierte. Er trug diverse wichtige Titel, darunter „Vorsteher der Vorzimmers“, „Leiter der königlichen Flotte“ und „Leiter der königlichen Wache“. Als seine Eltern werden auf einer Statue im Ägyptischen Museum in Kairo Wahibre und eine gewisse Taperet genannt. Ahmose-sa-Neith ist von zahlreichen Denkmälern bekannt, die seine Bedeutung unterstreichen. Darunter befinden sich vier Statuen, sein Sarkophag, ein Siegelabdruck und zwei Türpfosten, die in die 30. Dynastie datieren und damit belegen, dass er noch nach seinem Tod eine besondere Verehrung genoss. Hier wird auch sein Sohn Chnumibre genannt, der vor allem unter persischer Herrschaft Karriere machen sollte.